# Rolf Schneider (General)
Rolf Schneider (* 23. November 1943 in Burg) ist ein Generalmajor außer Dienst des Heeres der Bundeswehr.

## Leben

### Kindheit, Ausbildung und erste Verwendungen
Schneider legte 1963 das Abitur in Dortmund ab. Anschließend trat er in die Bundeswehr ein und absolvierte von 1964 bis 1966 als Offizieranwärter die Offizierausbildung zum Offizier des Truppendienstes der Panzergrenadiertruppe. Von 1966 bis 1970 war er als Zugführer im Panzergrenadierlehrbataillon 92 in Munster eingesetzt, von 1970 bis 1972 als Hörsaalleiter an der Heeresunteroffizierschule II in Aachen und von 1972 bis 1975 als Kompaniechef im Panzergrenadierbataillon 122 in Oberviechtach.

### Dienst als Stabsoffizier
Von 1975 bis 1977 absolvierte Schneider den 18. Generalstabslehrgang Heer an der Führungsakademie der Bundeswehr in Hamburg, wo er zum Offizier im Generalstabsdienst ausgebildet wurde. Anschließend war er von 1977 bis 1979 G2 (Militärisches Nachrichtenwesen) im Territorialkommando Nord in Mönchengladbach und von 1979 bis 1982 G2 im Allied Command Baltic Approaches in Karup in Dänemark. In den Jahren von 1982 bis 1984 übte er eine Verwendung als Bataillonskommandeur des Jägerbataillons 511 in Flensburg aus, bevor 1984 die Versetzung in den Führungsstab des Heeres (Fü H) im Bundesministerium der Verteidigung erfolgte. Dort war er zunächst Referent und wurde anschließend Adjutant des Bundesministers der Verteidigung. 1988 wurde Schneider Chef des Stabes der 6. Panzergrenadierdivision in Neumünster, bevor er 1990, diesmal als Referatsleiter, in den Fü H zurückkehrte. Anschließend nahm er von 1991 bis 1992 an einem Lehrgang am Royal College of Defence Studies in London teil.

### Dienst als General
Zurück in Deutschland übernahm Schneider den Dienstposten des stellvertretenden Amtschefs und Chef des Stabes des Personalamtes der Bundeswehr in Köln. Vom 1. April 1994 bis 1995 war er Brigadekommandeur der Panzergrenadierbrigade 38 in Weißenfels, die bis Ende 1994 Heimatschutzbrigade 38 hieß, und ab dem 1. Oktober 1995 Stabsabteilungsleiter I im Fü H. Später wurde er stellvertretender Kommandierender General des Multinationalen Korps Nordost der NATO in Stettin.

### Privates
Schneider ist verheiratet, hat eine Tochter und einen Sohn.